# Martin Luter
Martin Luter (s poslovenjenim priimkom), rojen kot Martin Luder, ki se je od leta 1517 začel podpisovati kot Luther, nemški duhovnik, avguštinec, teolog, biblicist, profesor, prevajalec, skladatelj, pesnik in začetnik reformacije, * 10. november 1483, Eisleben, Nemčija, † 18. februar 1546, Eisleben, Nemčija.

## Mladost
Odraščal je na grofiji v Mansfeldu, kjer je bil njegov oče, Hans Luder (v nekaterih virih tudi Ludher, kasneje Luther) zaposlen kot rudar v rudniku bakra. V letih 1497 in 1498 je obiskoval katedralno šolo v Magdeburgu, kjer so poučevali »Bratje skupnega življenja«, nato pa je med letoma 1498 in 1501 obiskoval latinsko šolo v Eisenachu. Med letoma 1501 in 1505 je končal osnovni študij gramatike, retorike, aristotelove logike ter metafizike na Univerzi v Erfurtu. Po končanju študija se je Luter na očetovo željo vpisal na pravno fakulteto Univerze v Erfurtu, vendar pa je 2. julija 1505 blizu njega divjalo neurje in je udarila strela, ki je ubila njegovega prijatelja, njemu pa ni bilo nič. Luter je v tem videl Božje znamenje, da je poklican v meniški stan in se je takrat prestrašen zaobljubil: »Sveta Ana, če me pustiš živeti, bom postal menih!« Opustil je študij prava in 17. julija 1505 stopil v avguštinski red.
Po noviciatu je bil 27. februarja 1507 posvečen za duhovnika. Obenem je dobil od priorja ukaz, da mora nadaljevati s študijem teologije. Študiral je v Wittenbergu in Erfurtu vse do leta 1511, ko se je dokončno preselil v Wittenberg. Iz bibličnih študij je diplomiral 9. marca 1508, leta 1509 pa je diplomiral še iz študija Kazni. 19. oktobra 1512 je postal doktor teologije, 21. oktobra 1512 pa je bil izvoljen v senat teološke fakultete Univerze v Wittenbergu. Istega leta je začel na fakulteti poučevati kot profesor teologije. Lutrovo teološko zanimanje v naslednjih letih je bilo osredotočeno predvsem na vprašanji Božje pravičnosti ter opravičenja človeka pred Bogom.

## Začetek reformacije
Leta 1516 se je Luter zapletel v spor z dominikanskim duhovnikom Johannom Tetzlom, papeškim odposlancem za odpustke, ki je po navodilih nadškofa iz Mainza prodajal cerkvene odpustke, da bi Cerkev zbrala denar za obnovo Bazilike Svetega Petra v Rimu.
Luter je sprva le ostro pridigal proti taki obliki odpustkov, nato pa je 31. oktobra 1517 poslal protestno pismo o prodaji odpustkov, v katerega je priložil svojih 95 tez, nadškofu Albertu iz Mainza. Skozi zgodovino se je uveljavila zgodba, da je Luter teh 95 tez nabil na vrata Grajske cerkve v Wittenbergu. Vendar pa učenjaki kot so Walter Krämer, Götz Trenkler, Gerhard Ritter in Gerhard Prause menijo, da Luter svojih tez ni javno objavil na vratih. Zgodba o pribijanju tez na vrata katedrale naj bi temeljila na izjavah Philippa Melanchthona, čeprav le-ta v tistem času sploh ni bil v Wittenbergu. Lutru je šlo pri njegovih tezah v prvi vrsti za upoštevanje Božje besede, kakor je zapisana v Svetem pismu, le-ta pa bi morala imeti vodilno vlogo pri cerkvenem oznanjanju in učenju. Cerkvene tradicije, med katerimi je izpostavil »odpuščanje grehov« v zameno za denar, ne bi smele imeti nad Božjo besedo nikakršne avtoritete.
Januarja 1518 so Lutrovi prijatelji prevedli njegovih 95 tez iz latinščine v nemščino, jih natisnili in razmnožili ter razširili po Nemčiji. Tisk tez je bil eden prvih množičnih natisov s pomočjo tiskarskega stroja v zgodovini. V dveh tednih so kopije tez dosegle celo Nemčijo; Francijo, Anglijo in Italijo pa so kopije tez dosegle že v začetku leta 1519.

## Spor z Rimom in izobčenje
Nadškof Albert na teze ni odgovoril, temveč jih je decembra 1517 posredoval v Rim, kjer so jih označili za heretične. Papež je na heretične teze takoj odreagiral in naročil dominikanskemu teologu Sylvestru Mazzoliniju naj začne postopek proti krivovercu, ki ga je dal tudi poklicati v Rim. V jeseni 1518 je bil v cesarskem parlamentu v Augsburgu Luter na zaslišanju pri kardinalu Kajetanu. Takrat so Lutra neuspešno poskušali prisiliti, da bi svojih 95 tez preklical. Luter je takrat zahteval sklic cerkvenega zbora, na katerem naj bi razrešili situacijo. Na tem zaslišanju je Luter še dodatno zaostril situacijo, saj je v razpravi označil papeža za antikrista in to zagovarjal s historično interpretacijo Biblijske pridige. Te pridige o antikristu so kasneje postale osrednja točka nasprotujočih si razprav, ki so se sprevrgle v prepir. Zaradi te svoje izjave je Luter postal sovražnik papeža. Izdan je bil celo nalog za njegovo aretacijo, vendar se je ponoči uspel izmuzniti in pobegniti.
Januarja 1519 je v Altenburgu na Saškem, papežev nuncij Karl von Miltitz ponovno začel pogovore z Lutrom, ki so bili bolj spravljivi. Na teh pogovorih je Luter obljubil da bo utihnil, če bodo utihnili tudi njegovi nasprotniki.
Vendar pa je bil teolog Johann Eck, odločen, da bo Lutrovo doktrino predstavil javnosti. V juniju in juliju 1519 je pripravil javni forum v Leipzigu, na katerega je povabil Lutrovega kolega Andreasa Karlstadta, pa tudi Lutra samega. Na debati je Luter izpostavil, da v Evangeliju po Mateju Mt 16,18 jasno piše, da papež nima ekskluzivne pravice interpretirati Biblije ter, da tako papež kot ekumenski koncil nista nezmotljiva. Zaradi teh izjav je Eck Lutra označil za novega Jana Husa, češkega reformista in krivoverca, ki so ga zažgali na grmadi leta 1415 ter se zavezal, da bo Lutra porazil.
Leta 1520 je Luter nato napisal tri pomembne spise v katerih je razvil natančen program za reformo Cerkve: reformo papeštva, reformo življenja Cerkve (npr. samostanskega življenja, celibata duhovnikov, maše in odpustkov), reformo zakramentov ter poudarek »svobode kristjana«. Papež je na te spise 15. junija 1520 odgovoril z Bulo Exsurge Domine, v kateri je Lutru zagrozil z izobčenjem iz Cerkve, če ne bo v roku 60 dni preklical 41 stavkov, ki so jih izbrali iz njegovih del ter svojih 95 tez. Luter je 10. decembra 1520 v Wittenbergu bulo javno zažgal, zaradi česar je bil s papeško bulo Decet Romanum Pontificem 3. januarja 1521 dokončno ekskomuniciran iz Cerkve.

## Cesarski zbor v Wormsu
Politični odnosi v Lutrovi dobi so onemogočili odločne ukrepe proti njemu. V Fridrihu modrem, saškem knezu, je Luter dobil podporo pred procesom v Wormsu. Na procesu, ki je trajal od 28. januarja do 25. maja 1521 je moral Luter pred mladim cesarjem Karlom V. zagovarjati svojo teologijo. V slavnem govoru pred »cesarjem in kraljestvom« 18. aprila 1521 je Luter o svoji teologiji povedal:
»Če me ne bodo prepričali s Svetim pismom ali z ostalimi trdnimi razumskimi dokazi – ker ne verjamem niti papežu niti cerkvenim zborom, bom ostal zvest dokazom iz Svetega pisma. In tako dolgo dokler je moja zavest osvojena s Svetim pismom ne bom, in niti ne želim, preklicati kar sem povedal, ker delati proti zavesti ni dobro. Bog mi pomagaj. Amen«.
Ker Luter ni želel preklicati svoje teologije je moral 26. maja 1521 zapustiti Worms. Cesar je ukazal preganjati Lutra in njegove privržence ter požgati vse reformatorjeve spise. Njegov volilni knez Friderik III. Modri ga je zaščitil tako, da ga je skril na svojem gradu Wartburg.
Na gradu Wartburg se je Luter skrival skoraj eno leto in med tem iz stare grščine v nemščino prevedel Novo zavezo. V času Lutrovega bivanja na Wartburgu se je reformacija širila z Wittenberga v ostale dele nemške dežele. Nekateri deli cesarstva so se pridružili reformacijskemu gibanju, drugi pa ne, kar je vodilo v veliko napetost znotraj cesarstva, pojavila pa so se tudi prva nesoglasja znotraj reformacijskega gibanja.

## Cesarski zbor v Augsburgu in Augsburška veroizpoved
Zaradi kaotičnega stanja v državi je cesar Karel V. poleti leta 1530 sklical cesarski zbor v Augsburg, da bi končno sam posegel v verska vprašanja. Glede na to, da je bil Luter v času cesarskega zbora v Augsburgu izobčenec, se ga ni mogel udeležiti. Med zborom se je skrival v trdnjavi Coburg, vendar je s pismi vzdrževal stike s svojimi somišljeniki, ki so bili prisotni na zboru. Osrednji zagovornik reform je bil na zboru tako Filip Melanchthon, ki je evangeličansko vero pred cesarjem in zbranimi teologi branil s pomočjo veroizpovednega spisa z naslovom Augsburške veroizpovedi (Confessio Augustana), ki velja za enega od najpomembnejših evangeličanskih veroizpovednih spisov. Kljub naporom reformistov tudi v Augsburgu ni prišlo do enotnosti med katoliško in evangeličansko stranjo.

## Vrnitev v Wittenberg in kmečka vojna
Medtem je v juniju 1521 Andreas Karlstadt, ki ga je podpiral bivši avguštinec Gabriel Zwilling začel z razglašanjem radikalnih programov reform, ki so presegle tiste, ki jih je pred tem zastavil Luter. Reforme so izzvale nerede, med drugim tudi revolt avguštinskih menihov proti svojemu priorju. Luter je zato v decembru 1521 na skrivaj prvič obiskal Wittenberg, da se je seznanil z razmerami v mestu. Razmere v Wittenbergu so se še zaostrile po božiču, ko je skupina upornih zelotov po mestu začela pridigati o enakosti ljudi, pokristjanjevanju in ponovnem prihodu Kristusa. Mestne oblasti so zato poklicale Lutra, da bi pomiril strasti v mestu.
Luter se je v Wittenberg vrnil na skrivaj 6. marca 1522. V postnem času, začenši na postno nedeljo 9. marca 1522 je Luter osem dni zapored maševal. Na teh osmih mašah je pridigal o krščanskih vrednotah kot so ljubezen, potrpežljivost, dobrodelnost in svoboda ter ljudi pozival k zaupanju v Boga in mirnemu reševanju konfliktov.
Z mestnimi oblastmi je Luter sodeloval vse do umiritve razmer v mestu in izgona zelotov, nato pa se je poleg boja s cerkvenimi oblastmi posvetil boju proti radikalnim reformistom, ki so netili nemire in nasilje. Nekateri zeloti, kot sta bila Nicholas Storch in Thomas Müntzer so namreč nalašč podžigali kmete k uporu. To je vodilo do Nemške kmečke vojne 1524–25, med katero se je zgodilo mnogo grozodejstev. V Evropi so se kmečki upori vrstili že vse od 15. stoletja, nemški upor pa je imel tokrat tudi versko ozadje. K temu je nehote pomagal tudi Luther s svojimi kritikami Cerkve in oblasti, zaradi česar so kmetje večkrat zmotno mislili, da jih bo podprl pri napadih na Cerkvene oblasti in na plemstvo. Upori so leta 1524 izbruhnili po Frankovski, Švabski in Turingiji, v tamkajšnjih uporih pa so sodelovali celo nekateri zadolženi plemiči. Upori so pod vodstvom radikalcev kot sta bila Müntzer v Turingiji ter Michael Gaismair na Tirolskem kmalu prerasli v pravo vojno.
Luther je sicer simpatiziral z nekaterimi kmečkimi idejami, vendar pa je maja 1525 pozval k spoštovanju začasnih oblasti. Med obiskom Turingije pa je svoje mnenje spremenil potem, ko je videl kako kmetje vse povprek požigajo cerkve, samostane, palače in knjižnice. Po vrnitvi v Wittenberg je oblasti v enem od svojih traktatov pozval, da uporne kmete zatrejo »kot stekle pse«.
Potem, ko so uporni kmetje uvideli, da jih Luter ne podpira, jih je mnogo položilo orožje, nekateri pa so se počutili izdane. Ko je 15. maja 1525 Švabska Liga v bitki pri Frankenhausnu porazila uporne kmete in usmrtila Müntzerja, se je vojna počasi končala. Po končani vojni so radikalni reformisti delovali le še v okviru anabaptističnega gibanja, Lutrova reformacija pa je prvič dobila zaščito posvetnih oblasti.

## Poroka
13. junija 1525 se je Martin Luter zaročil z nekdanjo redovnico Katharino von Bora, eno od 12 redovnic, ki jim je aprila 1523 pomagal pobegniti iz cistercijanskega samostana Nimbschen. Poroka je sledila 27. junija 1525. Kljub temu, da je bilo v tistem času že poročenih nekaj reformističnih duhovnikov, pa velja poroka Martina Lutra za uradno dovoljenje evangeličanskim duhovnikom, da se poročijo. Luter je že dolgo pred tem obsojal celibat s stališča Svetega pisma; kljub temu pa je njegova poroka marsikoga presenetila, še posebej Melanchthona, ki jo je označil za nespametno.
Po poroki se je par preselil v nekdanji samostan Augusteum und Luterhaus, kjer sta živela skromno življenje. V zakonu se jima je rodilo šest otrok; Hans – junija 1526; Elizabeth – 10. decembra 1527 (umrla po nekaj mesecih); Magdalene – 1529 (umrla 1542); Martin – 1531; Paul – januar 1533 ter Margaret – 1534.

## Utrjevanje nove Cerkve
Od leta 1526 dalje se je Luter posvetil organizaciji nove Cerkve. Cerkev je organiziral po svojih načelih, ki jih je razglasil že v 95 tezah.
Najpomembnejša načela je strnil v štiri načela:
- Dogme, ki so jih razglasili papeži in koncili, niso obvezujoče. Pravo vero razkriva samo Sveto Pismo (sola Scriptura).
- Glava Cerkve (skupnosti vseh vernih) ni papež, pač pa Jezus Kristus (solus Christus).
- Za zveličanje niso potrebna dela, ki jih predpisuje Cerkev, in odpustki, pač pa samo vera (sola fide).
- Odrešenje človeku podeljuje samo Božja milost (sola gratia).

Poleg tega v Cerkvi, ki se je je prijelo ime Luteranska cerkev obstajata samo dva zakramenta, ki ju je postavil Kristus, in to sta krst in sveta večerja (evharistija). Upoštevati je treba deset Božjih zapovedi v izvirni obliki, vključno z “Ne imej drugih bogov”, “Ne moli podob” ipd. Čaščenje svetnikov in podob (ikonodulija) je razglasil za neprimerno. Marijo je po njegovem nauku treba spoštovati kot Jezusovo mater, neprimerno pa jo je po Božje častiti. Duhovniški celibat je zahteva papeža, ne pa Jezusa, zato ga v luteranstvu ni treba upoštevati.
Zaradi zahtev nemške liturgije je Luter spomladi 1526 napisal Deutsche Messe (Nemško mašo). Z njo ni poskušal nadomestiti svoje prilagoditve latinske maše iz leta 1523, temveč je mašo poskušal le približati preprostemu človeku. S tem je dopolnil razumevanje Cerkve nižjemu sloju, kar je začel že s prevodom Svetega pisma.
Maša je v novi Cerkvi postala slavje vseh prisotnih, zaradi česar je bil pri obhajilu vsak vernik deležen hostije in vina. V liturgiji je Luter obdržal dvigovanje keliha in hostije, liturgična oblačila, krašenje oltarja in prižiganje sveč pa niso bila več obvezna, s čimer je duhovniku in ljudem prepustil večjo svobodo obreda.
Luteranska maša je bila v veliki meri sestavljena tudi iz prepevanja himn in psalmov v nemščini, za še večje približevanje Cerkve preprostemu človeku in mladini pa je v vsakodnevne maše (razen nedeljskih) vključil versko izobraževanje v obliki branja katekizma. Poleg tega je poenostavil tudi obreda krsta in poroke.
Za potrebe svojih maš je leta 1529 napisal Veliki katekizem, navodila pastorjem in verskim učiteljem ter Mali katekizem, ki naj bi se ga na pamet naučili verniki.
Za luteranstvo je tudi značilno, da Cerkev ni nad državo. Luteranstvo se je uveljavilo predvsem v nemških in skandinavskih deželah, bolj na zahodu pa se je uveljavila variacija luteranske Cerkve, ki nosi ime njenega ustanovitelja Jeana Calvina, kalvinizem.

## Zadnja leta
Luter je skozi vsa ta leta neutrudno pisal, prevajal in pridigal Božjo besedo. Ohranili so se mnogi njegovi spisi, pisma ter traktati.
Njegovo zdravstveno stanje se je v njegovih zadnjih letih močno poslabšalo. Trpel je za Ménièrjevo boleznijo, vrtoglavico, omedlevico, tinitusom in sivo mreno v enem očesu. Leta 1536 so ga začeli mučiti tudi ledvični in žolčni kamni, kasneje pa tudi artritis. Proti koncu življenja mu je ob vnetju ušesa počil tudi bobnič. Decembra 1544 je dobil še angino pectoris. Vse te težave so povzročile, da je bil zadnja leta svojega življenja, tako v svojih mašah kot tudi v svojih pisnih delih, dokaj vzkipljiv in nesramen.
Pozimi 1546 je potoval v Eisleben, da bi rešil dedne zahteve grofa Albrechta v Mansfeldu, ki je želel prevzeti rudnike Lutrovega očeta, ki so jih do tedaj upravljali njegovi bratje. Zadnjo mašo je daroval v Eislebnu, 15. februarja 1546, tri dni pred smrtjo. Nato se je Lutrovo zdravstveno stanje poslabšalo in v noči iz 17. na 18. februar 1546 je umrl. Njegovi posmrtni ostanki so pokopani v grobnici pod prižnico grajske cerkve v Wittenbergu.

## Ocena
Njegovi nauki, izraženi v 95 tezah, ki jih je 31. oktobra 1517 poslal nadškofu v Mainzu in Magdeburgu ter škofu v Brandenburgu, so navdahnili reformacijo in nastanek skupin luterancev, protestantov ter drugih. Njegov poziv Cerkvi, naj se vrne k nauku Svetega pisma, je botroval številnim novim običajem. Lutrovo neomajno nasprotovanje Katoliški cerkvi je privedlo do izobčenja in proglasitve za krivoverca. Njegov volilni knez Friderik Modri ga je zaščitil tako, da ga je skril na svojem gradu Wartburg. Tam je Luter dokončal svoj prevod Svetega pisma v nemščino.
Ta prevod je pripomogel k razvoju enotne različice nemškega jezika in prevajalstvu dodal nekatera nova načela. Njegove himne so znova spodbudile razvoj petja v krščanstvu. V nekaterih krščanskih ločinah je njegova poroka s Katharino von Bora 13. junija 1525 začela običaj poročanja duhovnikov.
V Katoliški cerkvi ga je najbolj motilo prodajanje odpustkov. Zavzemal se je, da bi verniki sami prebirali Sveto pismo, ter trdil, da človek ne potrebuje papeža, da bi se približal Bogu.